# Klovaholmen
Klovaholmen är en ö i Finland. Den ligger i Finska viken och i kommunen Sibbo i den ekonomiska regionen  Helsingfors i landskapet Nyland, i den södra delen av landet. Ön ligger omkring 18 kilometer öster om Helsingfors.
Öns area är 2,4 hektar och dess största längd är 270 meter i sydöst-nordvästlig riktning. Ön höjer sig omkring 15 meter över havsytan.